# Dipsastraea helianthoides
Dipsastraea helianthoides is een rifkoralensoort uit de familie Merulinidae. De wetenschappelijke naam van de soort is, als Favia helianthoides, in 1954 voor het eerst geldig gepubliceerd door John West Wells.